# Dorte Bennedsen
Dorte Marianne Bennedsen, née le 2 juillet 1938 à Copenhague (Danemark et morte le 17 mars 2016), est une femme politique danoise, membre des Sociaux-démocrates, ancienne ministre et ancienne députée au Parlement (le Folketing).

### Sources
- (da) Cet article est partiellement ou en totalité issu de l’article de Wikipédia en danois intitulé « Dorte Bennedsen » (voir la liste des auteurs).